# Municipio de South Mahoning
El municipio de South Mahoning (en inglés: South Mahoning Township) es un municipio ubicado en el condado de Indiana en el estado estadounidense de Pensilvania. En el año 2000 tenía una población de 1.852 habitantes y una densidad poblacional de 25 personas por km².

## Geografía
El municipio de South Mahoning se encuentra ubicado en las coordenadas 40°47′00″N 79°07′00″O / 40.78333, -79.11667.

## Demografía
Según la Oficina del Censo en 2000 los ingresos medios por hogar en la localidad eran de $32,308 y los ingresos medios por familia eran de $34,556. Los hombres tenían unos ingresos medios de $28,688 frente a los $20,375 para las mujeres. La renta per cápita de la localidad era de $13,191. Alrededor del 22,5% de la población estaba por debajo del umbral de pobreza.